# Utbudschock
En utbudschock är en term inom nationalekonomin. En utbudschock är en kraftig störning av marknadens jämvikt som följd av en stor och plötslig ändring av utbudet av en insatsvara eller -tjänst. En positiv utbudschock gör att utbudskurvan skiftar utåt. Följden blir högre produktion till lägre priser.